# Пјан ди Грањо (Лука)
Пјан ди Грањо је насеље у Италији у округу Лука, региону Тоскана.
Према процени из 2011. у насељу је живело 77 становника. Насеље се налази на надморској висини од 317 м.